# Milltown (New Jersey)
Milltown – miejscowość  w hrabstwie Middlesex w stanie New Jersey w USA. Według danych z 2010 roku Milltown zamieszkiwało niespełna 7 tys. osób.

## Demografia

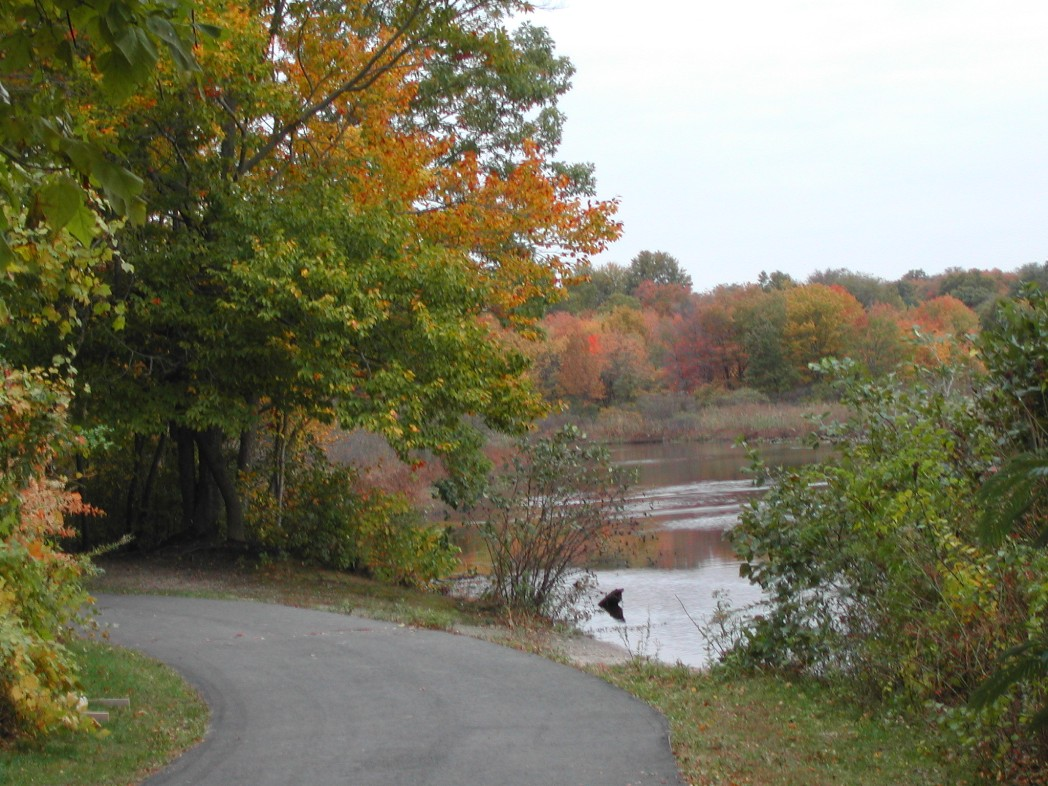
Ścieżka w sąsiedztwie zbiornika wodnego w Milltown